# Musek
Musek je priimek več znanih Slovencev:
- Daniel Musek (* 1976), goslar (unikatni izdelovalec godal)
- Janek Musek (* 1945), psiholog, univerzitetni profesor (UL)
- Kristijan Musek Lešnik (* 1969), psiholog, prevajalec, prof. UP
- Petra Lešnik Musek, razvojna in klinična psihologinja
- Vitko Musek (1917—1994), filmski kritik in publicist